# Shoichi Funaki
Shoichi Funaki (24 d'agost de 1968 -), més conegut com a Kung Fu Naki o Fu Naki simplement, és un lluitador professional japonès, que treballa a la marca de SmackDown! de l'empresa World Wrestling Entertainment (WWE).